# Çetin İnanç
Çetin İnanç, né le 12 septembre 1941 à Ankara en Turquie, est un réalisateur et producteur de cinéma turc.

## Biographie
Né à Ankara en 1941, Çetin İnanç a suivi dans sa jeunesse une carrière juridique mais l'abandonna au profit du cinéma. Il commença sa carrière au cinéma en tant qu'assistant du réalisateur Atıf Yılmaz. En 1967, il réalise son premier film intitulé Çelik Bilek base sur un personnage de comics italien. Rapidement, il se tourna vers les films érotiques avant d'en être dissuadé par les autorités turques qui censurèrent les films pour adultes. İnanç est surtout connu pour être le réalisateur de Dünyayı Kurtaran Adam, aussi connu sous le nom de Turkish Star Wars. Depuis, il s'est tourné vers la réalisation de programmes télévisés.

## Filmographie partielle

### Cinéma
- 1967 : Çelik Bilek (littéralement : Poignet en acier)
- 1968 : Kizil maske (littéralement : Maque rouge)
- 1982 : L'Homme qui sauva le monde (Dünyayi kurtaran adam)[1]
- 1982 : Son Savasçi (littéralement : Le dernier guerrier)[2]
- 1983 : En Büyük Yumruk (littéralement : Le plus gros coup de poing)[3]
- 1983 : Vahsi Kan (littéralement : Sang sauvage)[4]
- 1983 : Olüme Son Adim (littéralement : Dernier pas vers la mort)[5]
- 1984 : Ölüm savasçisi (littéralement : Le guerrier de la mort), co-réalisé avec Cüneyt Arkın[6]
- 1986 : Korkusuz (en) (littéralement : Intrépide)

### Télévision
- 1993 : Merhamet, série télévisée, 20 épisodes
- 1994 : Uyusturucu, série télévisée
- 1998 : Kizim Osman, série télévisée
- 2002 : Karaoglan, série télévisée, deux épisodes : 1.1-2